# 1764 na literatura

## Eventos
- Extinção da Arcádia Lusitana, instituída em 1757.
- Oliver Goldsmith - O Viajante.
- Samuel Johnson funda o Clube Literário em Londres, onde se evidenciam Edmund Burke, Edward Gibbon, Oliver Goldsmith e Joshua Reynolds.
- Jeanne de Lespinasse e Suzanne Necker fundam salões literários em Paris.

## Nascimentos
| Data | Nome | Profissão | Nacionalidade | Observações | Ref |
| ---- | ---- | --------- | ------------- | ----------- | --- |

## Mortes
| Data      | Nome                | Profissão                    | Nacionalidade | Observações | Ref |
| --------- | ------------------- | ---------------------------- | ------------- | ----------- | --- |
| 3 de Maio | Francesco Algarotti | filósofo, crítico e escritor | Itália        | n. 1712     |     |